# 黑紋粘鱸
黑紋粘鱸，為輻鰭魚綱脂鯉目脂鯉亞目脂鯉科的其中一個種。分布於南美洲巴西Arinos、Juruena及Tapajós河流域，體長可達9.3公分，棲息在底中層水域，生活習性不明。